# Mmutlana
Mmutlana, também conhecida como Mmutlane, é uma vila localizada no Distrito Central em Botswana. Possuía, em 2011, uma população estimada de 854 habitantes.